# Esther Seligson
Esther Seligson (Ciudad de México, 25 de octubre de 1941-ibíd. 8 de febrero de 2010) fue una escritora, traductora, historiadora y poeta mexicana.

## Biografía
Nacida en el seno de una familia judío-mexicana, Seligson, después de estudiar química en la Facultad de Química de la Universidad Nacional Autónoma de México, se vio inclinada hacia el estudio de la historia de su pueblo y de las letras. Por tal virtud, cambió su orientación profesional original y estudió las carreras de letras españolas y francesas también en la UNAM y, más tarde, cultura judía en el Centre Universitaire d'Ètudes Juives en París y en el Mahon Pardes de Jerusalén.
Impartió clases de historia del teatro en el Centro Universitario de Teatro de la UNAM (desde su fundación). Dio cursos de arte escénico y de montaje teatral, otro saber que su amplia cultura le hizo dominar. Preocupada por la difusión de la historia judía, impartió también en diversas sedes y tiempos, cursos de pensamiento judío.
Seligson radicó en Lisboa y más tarde fincó su residencia en Jerusalén. La escritora Elena Poniatowska que la conoció en Israel la definió así: 

“Esther Seligson me atrajo por su capacidad de fakir. La vi en Jerusalén y me dio el gran espectáculo de su belleza quemada por el sol del desierto”

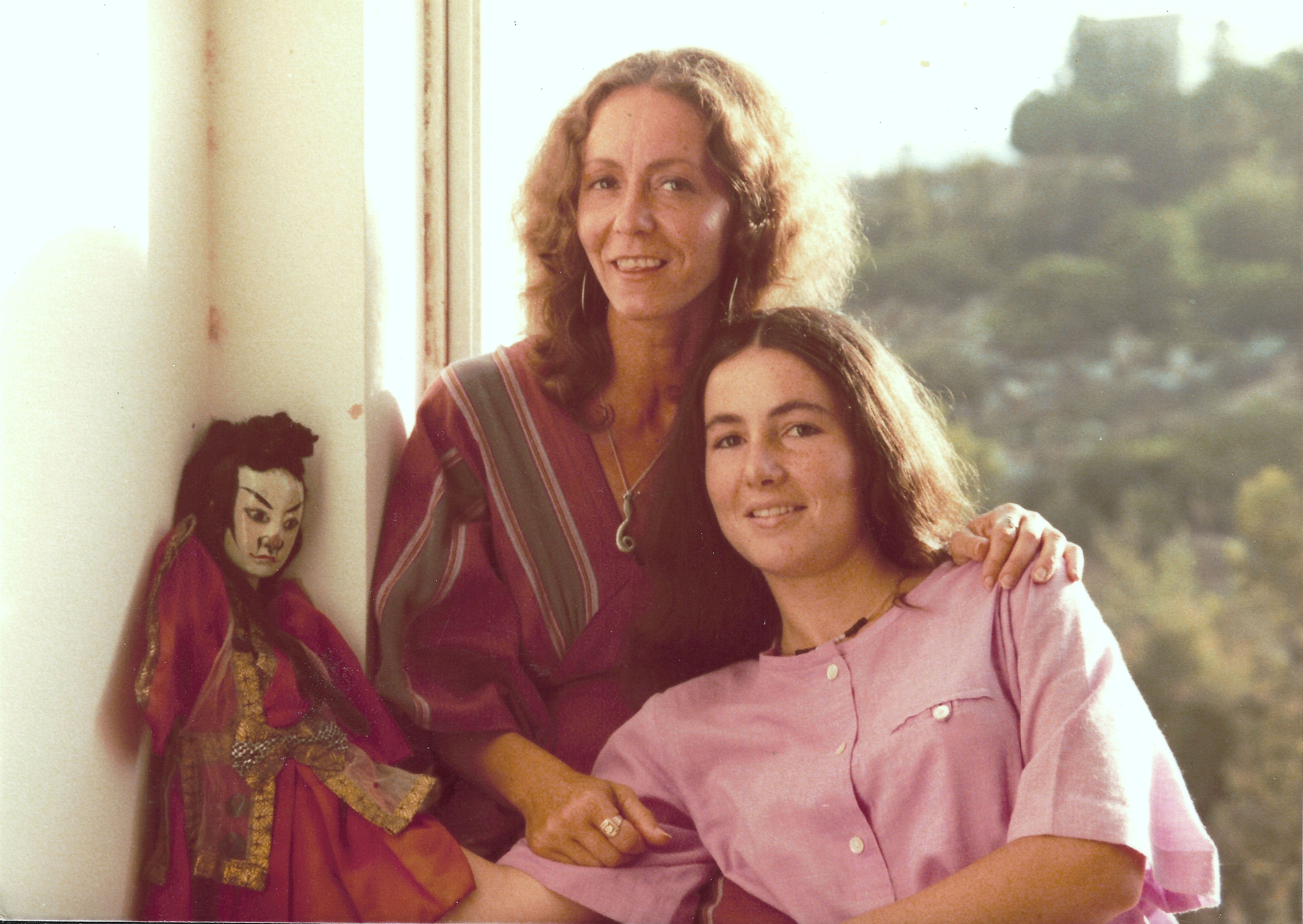
Esther Seligson y la poeta Claudia Kerik en Jerusalén (ca. 1981)

Falleció el 8 de febrero de 2010 en la Ciudad de México.

## Obra
A lo largo de su carrera, Esther Seligson colaboró en numerosos diarios de México y revistas y tradujo, entre otros, la obra del filósofo Emile Michel Cioran. Fue becaria del Centro Mexicano de Escritores y ganadora del Premio Xavier Villaurrutia en 1973 por su novela Otros son los sueños, así como el premio Magda Donato en 1989. A partir de 2005, se reunió su obra en tres volúmenes, A campo traviesa (2005), Toda la luz (2006) y Negro es su rostro. Simiente (2010), en una edición del Fondo de Cultura Económica. En 2011 ganó el Premio Bellas Artes de Narrativa Colima para Obra Publicada. 
De su obra, Seymour Menton ha dicho:

"(en la obra de Seligson) se siente la influencia de Juan García Ponce lo mismo que de Marcel Proust, se distingue por su análisis psicológico de sentimientos y sensaciones inspirados en gran parte en el recuerdo de distintos tipos de relaciones amorosas."

- Tras la ventana un árbol (1969)
- Otros son los sueños (1973)
- Tránsito del cuerpo (1977)
- De sueños, presagios y otras voces (1978)
- La morada del tiempo (1981)
- Diálogos con el cuerpo (1981)
- Las figuraciones como método de escritura (1981)
- Sed de mar (1986)
- Luz de dos (1989)
- La fugacidad como método de escritura (1989)
- El teatro, festín efímero (1990)
- Indicios y quimeras, isomorfismos (1991)
- A campo traviesa (2005)
- Toda la luz (2006)
- Negro es su rostro. Simiente (2010)
- Todo aquí es polvo (post mortem) (2010)

Hoy me duele la vida como si fuera un tajo

de cuchillo en las muñecas.

Me abruman los hechos de violencia que cunden

el filo de mi propia recóndita agresión.
De sueños, presagios y otras voces